# Стивън Оргъл
Стивън Оргъл (на английски: Stephen Orgel) e професор по англицистика в Станфордския университет.
Той е сред най-авторитетните изследователи на Шекспир, пише за политическия и исторически контекст на ренесансовата литература. Представител на Новия историцизъм в литературознанието.

## Биография
Роден е на 11 април 1933 г. в Ню Йорк в семейството на лекар и адвокатка. Завършва Колумбийския университет в Ню Йорк (бакалавър – 1954) и Харвардския университет (магистър – 1956, доктор – 1959). Професор по културология (Jackson Eli Reynolds Professor of Humanities) в Станфордския университет (от 1985).
Почетен доктор на университета „Ка Фоскари“ във Венеция (2017).

### Монографии
- The Jonsonian Masque (Джонсъновата музикална драма). Cambridge, Mass., 1965.
- Inigo Jones: The Theatre of the Stuart Court (Иниго Джоунс: Театърът в двора на Стюартите). London and Berkeley, 1973 (в съавторство с Рой Стронг)
- The Illusion of Power (Илюзията на властта). U California P, 1975.
- Impersonations: The Performance of Gender in Shakespeare's England (Превъплъщения: Проявата на пола в Шекспирова Англия). Cambridge, 1996.
- The Authentic Shakespeare (Автентичният Шекспир). Routledge, 2002.
- Imagining Shakespeare (Въобразявайки Шекспир). Palgrave, 2003.
- The Reader in the Book: A study of spaces and traces. Oxford University Press, 192 pp.

### Съставителство и редакторство
- John Milton: The Major Works (Джон Милтън: Най-основни творби). Заедно с Джонатан Голдбърг. Oxford, 1991.